# Ich + Ich
Ich + Ich (in italiano Io ed Io), pronunciato in tedesco anche "Ich und ich", è un progetto musicale dei musicisti tedeschi Annette Humpe ed Adel Tawil. S'incontrarono in uno studio di registrazione a Berlino nel 2002, quando Adel cantava una canzone scritta da Annette. Vendettero più di 2 600 000 copie nei paesi germanofoni.
Il loro primo album, Ich + Ich, fu lanciato il 18 aprile 2005, e 2 dei singoli estratti dall'album (Du erinnerst mich an Liebe e Dienen) furono fra i 10 singoli più venduti in Germania. Il secondo album, Vom selben Stern, fu pubblicato il 29 giugno 2007, raggiunse il numero 1 nelle classifiche. Il 1° singolo dell'album, avente lo stesso nome dell'album, raggiunse le prime 10 posizioni nelle classifiche tedesche, così come il 2° ed il 3° singolo (Stark e So soll es bleiben); tutti e 3 i singoli in Germania furono classificati come dischi di platino. Questo secondo album vendette più di 1 milione di copie ed ebbe il disco di platino in Austria e Germania. Dall'album furono estratti altri 2 singoli, che non raggiunsero il successo dei primi 3: Nichts bringt mich runter e Wenn ich tot bin.
Il 13 novembre 2009 fu pubblicato il loro 3º album, Gute Reise, che raggiunse un'altra volta le vette della classifica tedesca. Il loro primo singolo, Pflaster, divenne il primo numero 1 del gruppo in Germania.
Nel 2010, il singolo So soll es bleiben apparve nel videogioco ufficiale di X Factor per la consolle Nintendo Wii.

## Formazione
- Annette Humpe
- Adel Tawil

## Discografia
- 2005 - Ich + Ich
- 2007 - Vom selben Stern
- 2009 - Gute Reise